# 東金斯頓 (紐約州)
東金斯頓（英語：East Kingston）是位於美國紐約州阿爾斯特縣的普查規定居民點。

## 人口
根據2020年美國人口普查的數據，東金斯頓的面積為1.80平方千米，當中陸地面積為1.75平方千米，而水域面積為0.05平方千米。當地共有人口277人，而人口密度為每平方千米153.89人。